# Darevskia derjugini
Espèce
Synonymes
- Lacerta derjugini Nikolskij, 1898
- Lacerta derjugini silvatica Bartenjew & Rjesnikowa, 1931
- Lacerta derjugini abchasica Bischoff, 1982
- Lacerta derjugini barani Bischoff, 1982
- Lacerta derjugini boehmei Bischoff, 1982
- Lacerta derjugini orlowae Bischoff, 1984

Statut de conservation UICN

 NT  : Quasi menacé
Darevskia derjugini est une espèce de sauriens de la famille des Lacertidae.

## Répartition
Cette espèce se rencontre dans le sud de la Russie, en Arménie, en Géorgie et dans le nord-est de la Turquie.

## Liste des sous-espèces
Selon The Reptile Database (10 décembre 2012) :
- Darevskia derjugini abchasica (Bischoff, 1982)
- Darevskia derjugini barani (Bischoff, 1982)
- Darevskia derjugini boehmei (Bischoff, 1982)
- Darevskia derjugini derjugini (Nikolskij, 1898)
- Darevskia derjugini orlowae (Bischoff, 1984)
- Darevskia derjugini silvatica (Bartenjew & Rjesnikowa, 1931)

## Étymologie
Cette espèce est nommée en l'honneur de Constantin Mikhailovich Deriugin (1878–1938).

## Publications originales
- Bartenjew & Rjesnikowa, 1931 : Neue Lacerta-Formen (Reptilia) aus dem Kaukasischen Staatsnaturschutz-gebiete (West-Kaukasus). Zoologischer Anzeiger, vol. 96, p. 9-10.
- Bischoff, 1982 : Zur Kenntnis der innerartlichen Gliederung der Artwiner Eidechse Lacerta derjugini. Zoologische Abhandlungen / Staatliches Museum für Tierkunde in Dresden, vol. 1, n. 38, p. 1-52.
- Bischoff, 1984 "1983" : Bemerkungen zur innerartlichen Gliederung und zur Verbreitung der Artwiner Eidechse (Lacerta derjugini Nikolskij 1898) an den Südhängen des Grossen Kaukasus (Sauria: Lacertidae). Salamandra, vol. 20, n. 2/3, p. 101-111.
- Nikolskij, 1898 : Dwa nowych wida jasceric iz Rossii. Jezegodn. zool. Muz., vol. 3, p. 284-287.